# Bernard Schwartz (Filmproduzent)
Bernard Schwartz (* 9. Dezember 1917 in New York City; † 17. Oktober 2003 in Los Angeles) war ein US-amerikanischer Filmproduzent.

## Leben und Wirken
Bernard Schwartz wurde 1917 als Sohn ungarischer Immigranten in Manhattan geboren. Als Kind trat er mit seinem Bruder in Broadway-Shows auf. Während des Zweiten Weltkriegs diente er als Sanitäter in der Third United States Army unter George S. Patton.
Nach dem Krieg war Schwartz in verschiedenen Jobs tätig, bis er 1957 über Howard Hughes bzw. dessen Anwalt Greg Bautzer ins Filmbusiness kam und nach Hollywood zog.  Er wurde Produktionsmitarbeiter bei der TV-Reihe Alcoa Presents: One Step Beyond mit John Newland, die von 1959 bis 1961 auf ABC lief und paranormale Phänomene zum Thema hatte. Danach war er als Produktionsassistent bei dem Film Die Reise zum Mittelpunkt der Erde tätig. Weitere Arbeiten als Produzent und Executive Producer folgten. In den 1970ern produzierte Schwartz Blaxploitation-Filme wie Hammer und Bucktown für United Artists und Universal Studios.
Schwartz’ größter Erfolg war die Produktion der preisgekrönten Loretta-Lynn-Filmbiografie Nashville Lady (1980), die ihm eine Oscarnominierung einbrachte.
Diese Erfahrung inspirierte Schwartz zu einem weiteren biografischen Film über die Country-Sängerin Patsy Cline, deren Figur auch in Nashville Lady eine Rolle spielte. Er unternahm umfangreiche Recherchen in Tennessee, wo Cline zuletzt gelebt hatte und verstorben war. 1985 erschien schließlich das Ergebnis in den Kinos, das Drama Sweet Dreams mit Jessica Lange in der Hauptrolle.
Bis wenige Monate vor seinem Tod arbeitete Bernard Schwartz mit Richard D. Zanuck an den Planungen zu einem zeitgenössischen Remake von Die Reise zum Mittelpunkt der Erde. 2003 starb er mit 85 Jahren an den Folgen eines Schlaganfalls. Er hinterließ seine Frau und zwei Söhne.

## Auszeichnungen
- 1981: Oscar-Nominierung in der Kategorie „Bester Film“ für Nashville Lady

## Filmografie
- 1959: Die Reise zum Mittelpunkt der Erde (Journey to the Center of the Earth)
- 1964: Staatsaffären (A Global Affair)
- 1967: Die verschlossene Tür (The Shuttered Room)
- 1969: Grüne Augen in der Nacht (Eye of the Cat)
- 1971: Jennifer on My Mind
- 1972: Hammer
- 1973: Jefferson Bolt – Reisender in Dynamit (That Man Bolt)
- 1975: Bucktown
- 1976: Keine Gnade, Mr. Dee! (Trackdown)
- 1980: Nashville Lady (Coal Miner's Daughter)
- 1981: Truck Driver – Gejagt von einem Serienkiller (Roadgames)
- 1983: Psycho II
- 1985: St. Elmo’s Fire – Die Leidenschaft brennt tief (St. Elmo's Fire)
- 1985: Sweet Dreams
- 1987: Amy Grant... Headin' Home For the Holidays (Fernseh-Special)
- 1988: Elvis und Ich (Elvis and Me) (Fernseh-Mini-Serie)